# Cryptoscatomaseter ochreipennis
Cryptoscatomaseter ochreipennis är en skalbaggsart som beskrevs av Horn 1871. Cryptoscatomaseter ochreipennis ingår i släktet Cryptoscatomaseter och familjen Aphodiidae. Inga underarter finns listade i Catalogue of Life.